# Bjorne Peninsula
Bjorne Peninsula är en halvö i Kanada.   Den ligger i territoriet Nunavut, i den nordöstra delen av landet, 3 600 km norr om huvudstaden Ottawa.
Trakten runt Bjorne Peninsula är ofruktbar med lite eller ingen växtlighet. Trakten runt Bjorne Peninsula är nära nog obefolkad, med mindre än två invånare per kvadratkilometer.